# Prozvenella ordinaria
Prozvenella ordinaria är en insektsart som beskrevs av Andrej Vasiljevitj Gorochov 2002. Prozvenella ordinaria ingår i släktet Prozvenella och familjen syrsor. Inga underarter finns listade i Catalogue of Life.